# Montezuma (film)
Montezuma (eng. Halls of Montezuma) är en amerikansk krigsfilm från 1951 i regi av Lewis Milestone, med Richard Widmark, Jack Palance, Reginald Gardiner och Robert Wagner i rollerna. Detta var Robert Wagners första filmroll.

## Handling
Filmen följer amerikanska marinsoldater under andra världskriget som försöker ta över en ö i Stilla havet, som hålls av japanska styrkor.

## Rollista
| Richard Widmark   | – Lt. Anderson            |
| Jack Palance      | – Pigeon Lane             |
| Reginald Gardiner | – Sgt. Johnson            |
| Robert Wagner     | – Coffman                 |
| Karl Malden       | – Doc                     |
| Richard Hylton    | – Conroy                  |
| Richard Boone     | – Lt. Col. Gilfillan      |
| Skip Homeier      | – Pretty Boy              |
| Don Hicks         | – Lt. Butterfield         |
| Jack Webb         | – Correspondent Dickerman |
| Bert Freed        | – Slattery                |
| Neville Brand     | – Sgt. Zelenko            |
| Martin Milner     | – Whitney                 |
| Philip Ahn        | – Nomura                  |